# Церква Миколи Чудотворця (Гуково)
Церква Миколи Чудотворця (рос. Церковь Николая Чудотворца) — православний храм на хуторі Гуково, Красносулинський район, Ростовська область. Відноситься до Гуковського благочиння Шахтинської і Міллеровської єпархії Московського патріархату. Побудований у 1887 році.

## Історія
Церква Миколи Чудотворця на хуторі Гуково зведена 1887 року за клопотанням місцевих мешканців перед Митрофаном, архієпископом Донським і Новочеркаським. До цього в Гуково не було жодного храму, тому козакам звідти доводилося йти або в хутір Соколово-Кундрюченський, або в хутір Сулинський. Це викликало у них великі незручності, особливо під час розливів річок.
Свято-Микільський храм майже відразу стали відвідувати не тільки жителі Гуково, але також і Замчалова, Долотина, Більше-Звірівського та хутора Павловського. Всі ці поселення розташовувалися поруч і також не мали своїх власних церков.
Храм, на відміну від багатьох інших, які знищені за наказом радянської влади або під час бойових дій, вистояв як у роки революції, так і Громадянської і Другої світової війни.
У 1978—1986 в храмі проведена реконструкція, він був значно розширений. Був викопаний новий фундамент, стіни обклали цеглою. У 1992 році художник Л. Н. Шархун закінчив розпис внутрішніх стін храму.
Церква опікує місцеву військову частину біля селища Замчалово № 46111.